# Абат

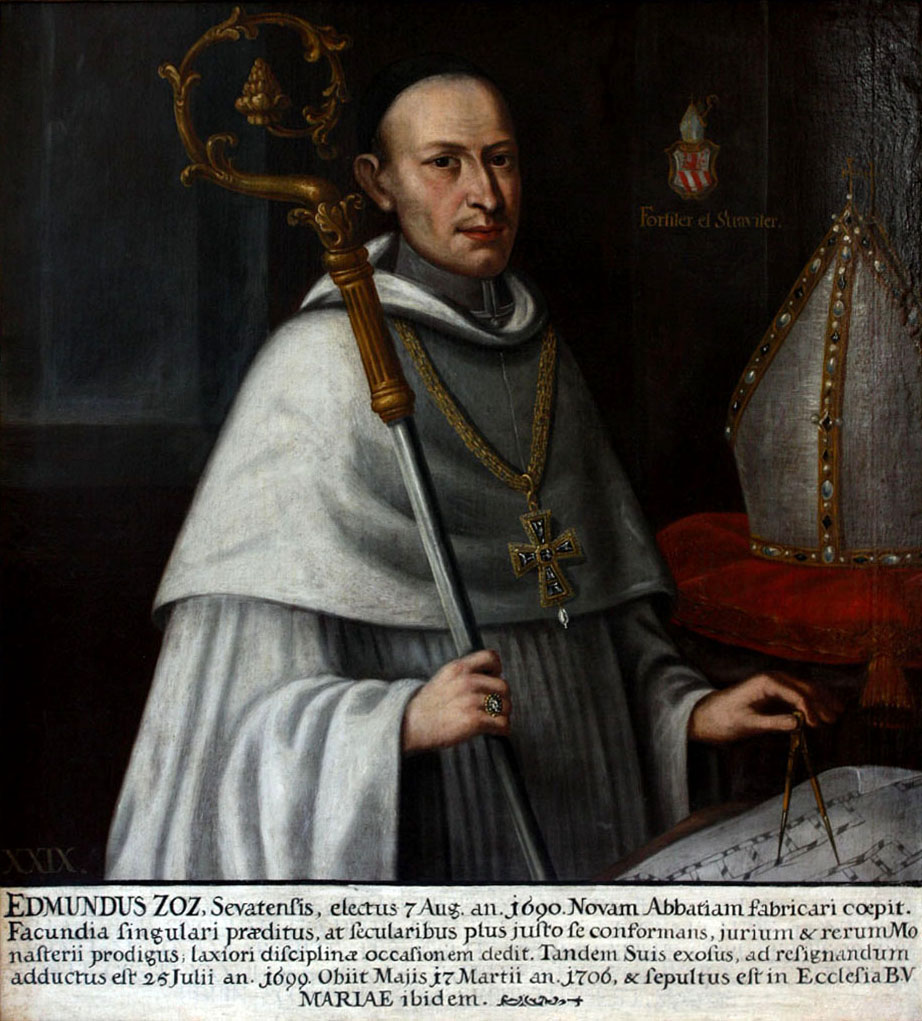
Абат Штамського монастиря (1690-1699)

Аба́т (лат. abbas, abbatic, від абба — «батько, отче») — у західному християнстві титул настоятеля чоловічого монастиря (абатства). Відповідник ігумена в східній традиції. Термін походить від найранішої стадії чернецтва — відлюдницької, коли молоді відлюдники збиралися навколо авторитетних, зазвичай, старіших за віком наставників, яких звали «отцями». Пізніше це слово стало почесним ім'ям духовних осіб римо-католицької церкви, яке, починаючи з V століття надавалося винятково настоятелям монастирів (абатств) і було назвою церковної посади. Надалі перетворилось на форму ввічливого звернення до всіх духовних осіб. Деякі абати мали єпископську владу. Абати спершу обиралися монахами й затверджувалися єпископами. В церковній ієрархії абат займав місце одразу після єпископів. Абати багатьох найвизначніших монастирів добивалися незалежності від єпископів і підпорядковувалися безпосередньо папі римському. В середньовіччі, починаючи з VIII—IX століть, була практика, коли за наказом світських володарів титул абата давався мирянам за особливі заслуги.